# Campiglossa salina
Campiglossa salina är en tvåvingeart som först beskrevs av Munro 1951.  Campiglossa salina ingår i släktet Campiglossa och familjen borrflugor. Inga underarter finns listade.